# Marc Edmund Jones
Marc Edmund Jones (Saint Louis, 1º ottobre 1888 – Stanwood, 5 marzo 1980) è stato uno scrittore, sceneggiatore e astrologo statunitense.

## Filmografia
- The Woodfire at Martin's, regia di E.A. Martin - cortometraggio (1913)
- On the Brink of Ruin, regia di George Melford - cortometraggio (1913)
- Mission Bells, regia di David Miles - cortometraggio (1913)
- The Tree and the Chaff, regia di Lem B. Parker - cortometraggio (1913)
- Sunlight, regia di Theodore Wharton - cortometraggio (1913)
- Slipping Fingers - cortometraggio (1913)
- In the Firelight, regia di Thomas Ricketts (1913)
- Destinies Fulfilled, regia di Lorimer Johnston (1913)
- A Story of Little Italy, regia di Lorimer Johnston (1914)
- Millions for Defence, regia di Ulysses Davis (1914)
- The Town of Nazareth (1914)
- The Certainty of Man, regia di Lorimer Johnston (1914)
- The Kiss, regia di Ulysses Davis (1914)
- The Second Wife, regia di Oscar Eagle - cortometraggio (1914)
- A Prince of Bohemia (1914)
- Leave It to Smiley, regia di Eddie Dillon (Edward Dillon) (1914)
- Lodging for the Night, regia di Thomas Ricketts - cortometraggio (1914)
- Daylight, regia di Thomas Ricketts - cortometraggio (1914)
- The Final Impulse, regia di Thomas Ricketts - cortometraggio (1914)
- The Ruin of Manley, regia di Thomas Ricketts - cortometraggio (1914)
- The Stolen Yacht , regia di Paul Powell (1914)
- In the Candlelight, regia di Thomas Ricketts (1914)
- The Single Act, regia di Paul Powell (1914)
- Fate and Fugitive (1914)
- The Hut on Sycamore Gap, regia di Burton L. King - cortometraggio, soggetto (1915)
- A Night's Adventure (1915)
- The Studio of Life, regia di Lawrence B. McGill (1915)
- In the Twilight, regia di Thomas Ricketts - cortometraggio (1915)
- Alice of the Lake, regia di Burton L. King - cortometraggio (1915)
- In the Sunlight, regia di Thomas Ricketts - cortometraggio (1915)
- The Voice of Eva, regia di Burton L. King - cortometraggio (1915)
- Tap! Tap! Tap!, regia di Paul Powell (1915)
- The Wildcat, regia di Paul Powell (1915)
- Blue Grass, regia di Charles Seay (Charles M. Seay) (1915)
- The Cowardly Way, regia di John Ince (1915)
- Margie of the Underworld, regia di Wilbert Melville (1915)
- Scars, regia di Burton L. King - cortometraggio (1915)
- Four Narratives, regia di Paul Powell (1916)
- The Birth of Character, regia di E. Mason Hopper (1916)
- Otto, the Salesman, regia di Edwin McKim (1916)
- Hedge of Heart's Desire, regia di Burton L. King - cortometraggio (1916)
- Tears and Smiles, regia di William Bertram (1917)
- A Crooked Romance, regia di William Parke (1917)
- The Girl and the Judge, regia di John B. O'Brien (1918)
- Your Wife and Mine, regia di Frank O'Connor (1927)
- L'uomo dai due volti (Skin Deep), regia di Ray Enright (1929)